# Niccolò de' Conti
Niccolò de' Conti (asi 1395 Chioggia – 1469 Benátky) byl benátský obchodník, cestovatel a spisovatel. Na počátku 15. století cestoval do Indie a jihovýchodní Asie a možná i do jižní Číny. Byl jedním ze zdrojů, z nichž čerpal autor Mapy otce Maura z roku 1450, která naznačovala, že existuje námořní cesta z Evropy přes Afriku do Indie. De' Conti odešel z Benátek kolem roku 1419 a usadil se v Damašku v Sýrii, kde studoval arabštinu. Během následujících 25 let mu jeho obeznámenost s jazyky a kulturami islámského světa umožnila cestovat na mnoho míst na lodích vlastněných islámskými obchodníky. V roce 1444 se Conti vrátil do Benátek, kde se stal uznávaným obchodníkem. Contiho cesty se konaly zhruba ve stejné době a měly stejné cíle jako v případě čínské expedice admirála Čeng Che. Jeho zprávy se také poměrně se shodují se svědectvími čínských spisovatelů, kteří byli na Čeng Cheových lodích, jako jsou Ma Chuan (psal v roce 1433) a Fej Sin (psal kolem roku 1436). Contiho zprávy pravděpodobně podnítily evropské průzkumné cesty na konci 15. století. Ještě v 16. století je používaly cestovatelé jako Ludovico di Varthema nebo Antonio Pigafetta.